# Autorretrato (Djanira)
Autorretrato é uma pintura a óleo sobre tela de Djanira da Motta e Silva (ou, simplesmente, Djanira), criada em  1944. Pertence à Coleção Gilberto Chateaubriand e faz parte do acervo do Museu de Arte Moderna do Rio de Janeiro, MAM-Rio.

## Descrição e Análise
A pintura ocupa um lugar singular tanto na trajetória da artista quanto no contexto da arte brasileira do século XX.
Anita Malfatti, por sua vez, em autorretratos como o de 1915-1916, se aproxima mais da inquietação expressionista. Em suas telas, o gesto pictórico revela um “eu” fragmentado, angustiado pela busca de um lugar na arte e na sociedade. Já Djanira rejeita qualquer dramatização formal: sua figura é sólida, quase escultórica, e seu olhar, embora sereno, carrega o peso da vivência real, da mulher que observa o mundo de igual para igual, sem ornamento e sem concessão.
Essas diferenças são, sobretudo, reflexo dos percursos sociais e das experiências de cada artista: Tarsila, herdeira de grandes fazendas; Anita, vinda de uma família de classe média urbana com acesso à educação artística europeia; Djanira, oriunda de um ambiente popular, marcada pela luta contra a doença e pela convivência com o Brasil operário e rural.
Djanira produziu vários autorretratos ao longo de sua carreira.
O autorretrato ocupa um espaço relevante na produção de mulheres artistas modernistas, e a obra de Djanira se destaca por seu caráter sóbrio e afirmativo, distanciando-se da atmosfera lírica e fantasiosa que Tarsila do Amaral, por exemplo, explora em obras como Sol Poente ou Figura Solitária (1930). Enquanto Tarsila se vale de paisagens oníricas e de composições estilizadas para sugerir um estado de espírito subjetivo — fundindo figura e paisagem — Djanira opta por uma representação direta e objetiva, que exibe não a interioridade, mas a presença concreta da artista como sujeito.
Anita Malfatti, por sua vez, em autorretratos como o de 1915-1916, se aproxima mais da inquietação expressionista. Em suas telas, o gesto pictórico revela um “eu” fragmentado, angustiado pela busca de um lugar na arte e na sociedade. Já Djanira rejeita qualquer dramatização formal: sua figura é sólida, quase escultórica, e seu olhar, embora sereno, carrega o peso da vivência real, da mulher que observa o mundo de igual para igual, sem ornamento e sem concessão.